# Polygala microphylla
Polygala microphylla é uma espécie de planta com flor pertencente à família Polygalaceae. 
A autoridade científica da espécie é L., tendo sido publicada em Species Plantarum, Editio Secunda 989. 1762.

## Descrição
Histórica
A seguir apresenta-se a descrição dada por António Xavier Pereira Coutinho na sua obra Flora de Portugal (Plantas Vasculares): Disposta em Chaves Dicotómicas (1.ª ed. Lisboa: Aillaud, 1913):
Quilha imberbe; sépalas 3 menores também coradas; asas côncavas; flores azuis, dispostas em cachos axilares na parte superior dos ramos; folhas pequenas, linear-lanceoladas, caducas. Subarbusto de 1,5-5 dm, com os ramos delgados, difusos ou suberectos, por fim subáfilos. Planta lenhosa. Fevereiro-Junho. Pinhais, lugares secos e pedregosos: Trás-os-Montes, Minho, Beira, Alto Alentejo.

## Portugal
Trata-se de uma espécie presente no território português, nomeadamente em Portugal Continental.
Em termos de naturalidade é nativa da região atrás indicada.

## Protecção
Não se encontra protegida por legislação portuguesa ou da Comunidade Europeia.